# Менлі (Небраска)
Менлі (англ. Manley) — селище (англ. village) в США, в окрузі Кесс штату Небраска. Населення — 167 осіб (2020).

## Географія
Менлі розташоване за координатами 40°55′10″ пн. ш. 96°9′58″ зх. д. / 40.91944° пн. ш. 96.16611° зх. д. (40.919435, -96.166008).  За даними Бюро перепису населення США в 2010 році селище мало площу 0,24 км², уся площа — суходіл. В 2017 році площа становила 0,17 км², уся площа — суходіл.

## Демографія
Згідно з переписом 2010 року, у селищі мешкало 178 осіб у 66 домогосподарствах у складі 48 родин. Густота населення становила 753 особи/км².  Було 67 помешкань (283/км²).
Расовий склад населення:
| - 97,2 % — білих |

До двох чи більше рас належало 2,2 %. Частка іспаномовних становила 0,6 % від усіх жителів.
За віковим діапазоном населення розподілялося таким чином: 26,4 % — особи молодші 18 років, 60,7 % — особи у віці 18—64 років, 12,9 % — особи у віці 65 років та старші. Медіана віку мешканця становила 43,5 року. На 100 осіб жіночої статі у селищі припадало 100,0 чоловіків;  на 100 жінок у віці від 18 років та старших — 107,9 чоловіків також старших 18 років.
Середній дохід на одне домашнє господарство  становив 64 271 долар США (медіана — 57 083), а середній дохід на одну сім'ю — 69 814 долари (медіана — 61 500). За межею бідності перебувало 4,2 % осіб, у тому числі 4,8 % дітей у віці до 18 років та 3,8 % осіб у віці 65 років та старших.
Цивільне працевлаштоване населення становило 88 осіб. Основні галузі зайнятості: транспорт — 15,9 %, освіта, охорона здоров'я та соціальна допомога — 15,9 %, виробництво — 14,8 %.